# Morti nel 2016
| Questa pagina contiene informazioni ricavate automaticamente dalle voci biografiche con l'ausilio del template Bio e di un bot. L'aggiornamento è periodico e automatico e ricostruisce completamente la pagina. Se manca una persona in questa lista, sei pregato di non aggiungerla, ma accertati piuttosto che la sua voce biografica contenga il template Bio e che i dati anagrafici siano correttamente compilati. Se il template Bio manca, inseriscilo tu stesso o, in alternativa, metti l'avviso {{tmp\|Bio}} che ne segnala la mancanza. Se i dati riportati sono sbagliati, correggi direttamente la voce biografica; le modifiche saranno visibili in questa lista entro pochi giorni. Per chiarimenti vedi il progetto biografie. La lista contiene solo le 2.171 persone che sono citate nell'enciclopedia e per le quali è stato implementato correttamente il template Bio. Pagina aggiornata al 18 ago 2025. |

## Senza giorno specificato(20)
- Keith Aqui, calciatore trinidadiano (n. 1945)
- Nancy Átiez, cestista cubana (n. 1957)
- Abdeljabbar Belgnaoui, cestista marocchino (n. 1942)
- Mokhtar Belmokhtar, guerrigliero e terrorista algerino (n. 1972)
- Giancarlo Bonato, artigiano, artista e imprenditore italiano (n. 1930)
- Alois Brabec, allenatore di pallacanestro cecoslovacco (n. 1933)
- Billy Brooks, calciatore inglese (n. 1931)
- George Brown, cestista statunitense (n. 1935)
- Yüksel Böke, cestista e nuotatore turco (n. 1931)
- Osvaldo Di Lembo, politico italiano (n. 1928)
- Armando Di Pasquale, storico italiano (n. 1919)
- Luciana Gonzales, cantante italiana (n. 1935)
- Stephen Grammauta, mafioso statunitense (n. 1916)
- Michael Green, tennista statunitense (n. 1937)
- Barry Hawkes, calciatore inglese (n. 1938)
- Daniel Le Roux, calciatore sudafricano (n. 1933)
- Víctor Mora, cestista venezuelano (n. 1951)
- Caterina Motta, restauratrice italiana (n. 1952)
- Michael Phillips, danzatore su ghiaccio britannico
- Oliver Shanti, musicista tedesco (n. 1948)